# Вульгарный материализм
Вульга́рный материали́зм (нем. Vulgärmaterialismus, лат. vulgaris — обыкновенный, простой) — название, под которым известно философское течение в рамках материализма середины XIX века. Название принадлежит Фридриху Энгельсу.
Возникло в период великих открытий естествознания XIX века Теоретическим предшественником вульгарного материализма был французский материалист П. Кабанис, главными представителями — немецкие учёные К. Фохт и Л. Бюхнер, голландец Я. Молешотт. Названные авторы занимались прежде всего медициной, анатомией и физиологией; философские занятия вытекали из их научно-биологической деятельности. На возникновение вульгарного материализма повлияли дарвиновская теория эволюции, открытие органической материи. Во многом течение явилось реакцией против немецкого идеализма.
Ф. Энгельс называл их вульгарными материалистами, так как они упрощали, с его точки зрения, материалистическое миропонимание, отрицали специфику сознания, отождествляя его с материей («мозг выделяет мысль, как печень выделяет желчь»; «нет мысли без фосфора»), отвергали необходимость разработки философии как науки. Человеческая личность объяснялась ими также физиологически («Человек есть то, что он ест» — Молешотт). Для общественной мысли этих авторов (особенно Бюхнера) характерен социальный дарвинизм. Вульгарный материализм популяризировал достижения естествознания и атеизм.
В России вульгарный материализм был достаточно популярен в 1860-е годы («физиологические картины» Фохта, Бюхнера и Молешотта переводил и реферировал Д. И. Писарев), хотя некоторые революционные демократы подвергали его критике. В романе Достоевского «Бесы» нигилисты рубят иконы и зажигают церковные свечи перед произведениями этих трёх авторов:

Подпоручик был ещё молодой человек, недавно из Петербурга, всегда молчаливый и угрюмый, важный с виду, хотя в то же время маленький, толстый и краснощёкий. Он не вынес выговора и вдруг бросился на командира с каким-то неожиданным взвизгом, удивившим всю роту, как-то дико наклонив голову; ударил и изо всей силы укусил его в плечо; насилу могли оттащить. Сомнения не было, что сошёл с ума, по крайней мере обнаружилось, что в последнее время он замечен был в самых невозможных странностях. Выбросил, например, из квартиры своей два хозяйские образа и один из них изрубил топором; в своей же комнате разложил на подставках, в виде трёх налоев, сочинения Фохта, Молешотта и Бюхнера, и пред каждым налоем зажигал восковые церковные свечки.
— Ф. М. Достоевский, «Бесы»
Тенденции вульгарного материализма были свойственны в СССР «механистам».
Мышление, характерное для вульгарного материализма, отразилось в литературе XIX века (таков по сути «научный подход» к героям в натурализме Золя).